# 正太铁路窄轨铁路桥及娘子关站
正太铁路窄轨铁路桥及娘子关站，位于山西省阳泉市平定县娘子关镇磨河滩村，已列为山西省文物保护单位。

## 保护
2021年8月4日，正太铁路窄轨铁路桥及娘子关站由山西省人民政府公布为第六批山西省文物保护单位，编号6-288。